# Loïc Chauvet
Loïc Ludovic Chauvet (Fort-de-France, 30 aprile 1988) è un calciatore francese, portiere del Case Pilote e della Nazionale martinicana.

## Carriera

### Club
Comincia a giocare nel Case Pilote. Nel 2011 si trasferisce al Golden Star, in cui milita per due stagioni. Nel 2013 passa al Club Franciscain, in cui gioca fino al 2015. Nel 2015 viene acquistato dal Case Pilote.

### Nazionale
Debutta in nazionale il 30 settembre 2011, nell'amichevole Antigua e Barbuda-Martinica (1-0).
Ha partecipato a quattro edizioni della CONCACAF Gold Cup (nel 2013, 2017, 2019 e 2021).

## Palmarès

### Club

#### Competizioni nazionali
- Championnat de Division d'Honneur: 1

Club Franciscain: 2013-2014
- Coupe de la Martinique: 1

Club Franciscain: 2015